# Dapsa ussuriensis
Dapsa ussuriensis es una especie de coleóptero de la familia Endomychidae.

## Distribución geográfica
Habita en Rusia.